# Andrėj Astroŭcki
Andrėj Astroŭski (in bielorusso Андрэй Мікалаевіч Астроўскі?, angl. Andrey Mikalayevich Astrowski; Pinsk, 13 settembre 1973) è un ex calciatore bielorusso, di ruolo difensore.

## Carriera

### Nazionale
Il 25 maggio 1994 esordisce contro l'Ucraina (3-1).

## Palmarès

### Club

#### Competizioni nazionali
- Campionato bielorusso: 4

Dinamo Minsk: 1992-1993, 1993-1994, 1994-1995, 1995
- Coppa di Bielorussia: 1

Dinamo Minsk: 1993-1994
- Campionato israeliano: 2

Maccabi Haifa: 2000-2001, 2001-2002